# Neotoma devia
Neotoma devia är en däggdjursart som beskrevs av Edward Alphonso Goldman 1927. Neotoma devia ingår i släktet egentliga skogsråttor, och familjen hamsterartade gnagare. Inga underarter finns listade i Catalogue of Life.
Denna gnagare är med en kroppslängd av 150 till 230 mm, inklusive en 75 till 140 mm lång svans och med en vikt av 100 till 199 g en mindre släktmedlem. Den har 28 till 41 mm långa bakfötter och 23 till 25 mm långa öron. Färgen på ovansidan kan skifta mellan grå och rödbrun och på buken och fötterna förekommer vit päls. Även öronen och svansen är täckta med hår.
Arten förekommer i sydvästra USA och nordvästra Mexiko. Den lever i låglandet och i bergstrakter upp till 2200 meter över havet. Neotoma devia vistas i klippiga områden längs Coloradofloden med mer eller mindre glest fördelad växtlighet.
Individerna är aktiva på natten eller under skymningen och de håller ingen vinterdvala. När honan inte är brunstig lever varje exemplar ensam och de är aggressiva mot varandra. Neotoma devia skapar boet med hjälp av stenar, rötter och delar av växter från cylinderopuntiasläktet (Cylindropuntia). Den äter olika växtdelar som bär, frön, rötter, nötter och blad. I boet finns vanligen ett förråd med föda. Honor kan ha upp till fem kullar per år. Efter 30 till 36 dagar dräktighet föds upp till fem ungar.
För beståndet är inga allvarliga hot kända. Dessutom hittas Neotoma devia i olika naturskyddsområden. IUCN kategoriserar arten globalt som livskraftig.